# Radula wrightii
Radula wrightii là một loài rêu trong họ Radulaceae. Loài này được Castle mô tả khoa học đầu tiên năm 1959.